# Konda (Irtysch)
Die Konda (russisch Конда) ist ein 1097 km langer linker Nebenfluss des Irtysch in Westsibirien (Russland, Asien).

## Verlauf
Die Konda entfließt in 130 m Höhe einem Sumpf (Kondinskoje boloto; Konda-Sumpf) im Westteil des Westsibirischen Tieflandes. Sie durchfließt den nach ihr Konda-Niederung genannten Teil des Tieflandes in einem weiten Bogen zunächst in westlicher, dann in südlicher Richtung, wendet sich darauf in östliche und schließlich in nordöstliche Richtung bis zu ihrer Mündung in den Irtysch oberhalb des Dorfes Tjuli, knapp 50 Kilometer südöstlich von Chanty-Mansijsk in 20 m Höhe.
Auf seiner gesamten Länge mäandriert der Fluss stark. Das Gelände ist vielerorts sumpfig und seenreich. Der größte von der Konda selbst durchflossene See ist der Tursuntski Tuman; die Gesamtfläche aller Seen beträgt 541 km². Auf den letzten etwa 50 Kilometern fließt die Konda parallel zum Irtysch und ist mit diesem bereits vor der eigentlichen Mündung durch mehrere schmale Arme verbunden (Pomogaika, Stariza und andere). In Mündungsnähe ist die Konda über 500 Meter breit, mehrere Meter tief, und die Fließgeschwindigkeit beträgt 0,5 m/s.
Auf ihrer gesamten Länge durchfließt die Konda das Territorium des Autonomen Kreises der Chanten und Mansen/Jugra.

## Hydrographie
Das Einzugsgebiet der Konda umfasst 72.800 km². Bedeutendste Zuflüsse sind von rechts Jewra und Kuma, von links Mulymja, Großer Tap, Jukonda und Kama.
Die Konda gefriert zwischen Ende Oktober/Anfang November und Ende April/Mitte Mai, das folgende Hochwasser während der Schneeschmelze dauert bis in den Juli an. In dieser Zeit wird insbesondere die gemeinsame Flussaue von Konda und Irtysch vor deren Zusammenfluss großflächig überschwemmt. Die mittlere monatliche Wasserführung 164 Kilometer oberhalb der Mündung beträgt 231 m³/s, bei einem Maximum von 1220 m³/s im Mai und einem Minimum von 36 m³/s im März.

## Infrastruktur und Wirtschaft
Die Konda ist ab oberhalb der einzigen unmittelbar am Fluss gelegenen Stadt Urai schiffbar.
Im Oberlauf kommt die Konda der Eisenbahnstrecke Serow–Iwdel–Priobje nahe; die Bahnstation der Siedlung Selenoborsk trägt nach dem Fluss den Namen Konda. Wenig westlich davon liegt um die Stadt Sowetski eines der westsibirischen Erdölfördergebiete, ein weiteres am Mittellauf der Konda um Urai. 160 Kilometer flussabwärts von Urai erreicht eine in den 1960er Jahren fertiggestellte Eisenbahnstrecke ab Jekaterinburg bei der Siedlung Meschduretschenski (Station Ustje-Acha) den Fluss.
Von den für Zwecke der Erdölerkundung und -förderung am Ober- und Mittellauf der Konda angelegten Straßen und Fahrwegen abgesehen, ist das durchflossene Gebiet infrastrukturell wenig erschlossen.